# Nguyễn Khắc Viện (bác sĩ)
Nguyễn Khắc Viện (5 tháng 2 năm 1913 - 10 tháng 5 năm  1997) là một bác sĩ nhi khoa, Đảng viên Đảng Cộng sản Pháp và Đảng Cộng sản Việt Nam. Ông được Nhà nước Việt Nam tặng thưởng Huân chương Độc lập hạng Nhất vào năm 1997 và Giải thưởng Nhà nước về Khoa học Công nghệ vào năm 2000. Ngoài nghề nghiệp chính là bác sĩ, Nguyễn Khắc Viện còn tham gia sản xuất phim tài liệu với vai trò nhà biên kịch và quay phim.

## Thân thế
Ông quê ở xã Sơn Hòa, huyện Hương Sơn, tỉnh Hà Tĩnh. Cha ông là Hoàng giáp Nguyễn Khắc Niêm giữ chức Quyền Tổng đốc Thanh Hóa.

## Học tập và cư trú tại Pháp
Năm 1937, ông sang Pháp học tại Đại học Y khoa Paris. Năm 1941, ông tốt nghiệp bác sĩ nhi khoa và bác sĩ các bệnh nhiệt đới nhưng do Chiến tranh thế giới thứ hai bùng nổ nên ông không thể trở về. Trong thời gian này, ông mắc bệnh lao và phải điều trị dài hạn trong trại an dưỡng. Mãi đến năm 1947, ông mới tạm hồi phục và trở lại Paris. Tại Pháp, ông nghiên cứu và quảng bá văn hóa Việt Nam ra thế giới, phản đối chiến tranh của thực dân Pháp và Hoa Kỳ tại Đông Dương. Ông là người lãnh đạo phong trào Việt kiều yêu nước tại Pháp. Ông thường xuyên viết bài giới thiệu Việt Nam, phê phán chủ nghĩa thực dân đăng trên các tạp chí và báo nổi tiếng tại Paris như La Pensée (Tư tưởng), Esprit (Tinh thần), Europe (Châu Âu), La nouvelle critique (Phê bình mới), Cahiers du communisme (Tập san cộng sản), L’Observateur (Người quan sát), France nouvelle (Nước Pháp mới), Le monde diplomatique (Thế giới ngoại giao) dưới nhiều bút danh: Nguyễn Nghệ, Nguyễn Kiên... Ông từng là Chủ tịch của Hội người Việt Nam tại Pháp (Union Générale les Vietnamiens en France).

## Hoạt động tại Việt Nam
Năm 1963, vì hoạt động cho cộng sản, ông bị trục xuất khỏi nước Pháp. Về nước ông tham gia đảng Cộng sản Việt Nam, sáng lập và chủ biên Tạp chí đối ngoại Nghiên cứu Việt Nam bằng tiếng Pháp và tiếng Anh (Études Vietnamiennes, Vietnam Studies) và làm Giám đốc Nhà xuất bản Ngoại văn (nay là Nhà xuất bản Thế giới). Năm 1984, ông sáng lập và làm Giám đốc Trung tâm nghiên cứu tâm lý trẻ em và tâm bệnh lý (trung tâm NT), xuất bản tờ "Thông tin khoa học tâm lý", đặc biệt quan tâm đến những trẻ em bị rối loạn tâm trí do hoàn cảnh. Ngày 10 tháng 5 năm 1997, Nguyễn Khắc Viện qua đời. Thi hài ông được an táng tại Nghĩa trang Mai Dịch Hà Nội dành cho những lãnh đạo nhà nước cao cấp.

## Vinh danh
- Tháng 11 năm 1992, Nguyễn Khắc Viện được trao giải thưởng Grand prix de la Francophonie của Viện Hàn lâm Pháp, và ông đã cống hiến phần lớn khoản tiền thưởng 400.000 franc (tương đương 63.000 USD) cho quỹ của Trung tâm Nghiên cứu Tâm lý Trẻ em (Trung tâm NT).
- Năm 1997, Nhà nước Việt Nam trao tặng cho ông Huân chương Độc lập hạng nhất.
- Ngày 1 tháng 9 năm 2000, Chủ tịch nước đã quyết định truy tặng Giải thưởng Nhà nước về Khoa học Công nghệ cho cuốn "Việt Nam, một thiên lịch sử".
- Tên của ông được đặt cho các đường phố tại quận Long Biên thuộc TP Hà Nội, Quận 7 thuộc TP Hồ Chí Minh, quận Ngũ Hành Sơn thuộc TP Đà Nẵng, TP Nha Trang, TP Hà Tĩnh.

## Các tác phẩm
- Truyện Kiều (dịch sang tiếng Pháp)
- Lịch sử Việt Nam
- Kinh nghiệm Việt Nam
- Miền Nam Việt Nam sau Điện Biên Phủ
- Tuyển tập văn học Việt Nam
- Việt Nam, Patrie retrouvée
- Từ điển tâm lý
- Từ vựng tâm lý
- Từ điển xã hội học
- Nỗi khổ của con em
- Tâm lý gia đình
- Tâm lý tiểu học
- Từ sinh lý đến dưỡng sinh
- Tâm lý trẻ em
- Tâm lý đại cương
- Tâm bệnh lý trẻ em
- Bàn về đạo Nho
- Tìm lại Tổ Quốc
- Việt Nam một thiên lịch sử [liên kết hỏng]
- Ước mơ và Hoài niệm.
- Tâm lý học và đời sống/ Đặng Phương Kiệt, Nguyễn Khắc Viện.- H.: Khoa học xã hội, 1994.- 309tr
- Ôn dịch, thuốc lá (Đã được đưa vào SGK Ngữ văn 8 - Tập 1)